# لويد براون (لاعب كريكت)
لويد براون (1995 - ) (بالإنجليزية: Lloyd Brown)‏ هو لاعب كريكت جنوب أفريقي. لعب مع Eastern Province (cricket team) ‏.

## وصلات خارجية
- لويد براون على موقع إي آس بي آن كريك إنفو (الإنجليزية)